# FIBA Europe Player of the Year Award
Der FIBA Europe Player Of The Year Award war eine von 2005 bis 2014 von der FIBA Europe, dem europäischen Basketballdachverband, in vier Kategorien (Männer, Frauen, U22 Männer, U22 Frauen) vergebene Auszeichnung für den besten europäischen Basketballspieler. Experten (internationale Medienvertreter, Trainer und Spieler) sowie Fans stimmten über die jeweiligen Gewinner ab. Die Abstimmung war zu 70 Prozent durch die Experten und zu 30 Prozent durch das Fan-Voting gewichtet. Ausgezeichnet wurden lediglich Spieler europäischer Herkunft, jedoch unabhängig davon, wo sie spielten.

## FIBA Europe Men’s Player Of The Year Award (Männer)
| Jahr | Gewinner             | Land         | Exp.-Vote | Fan-Vote |
| ---- | -------------------- | ------------ | --------- | -------- |
| 2005 | Dirk Nowitzki        | Deutschland  | 1. Platz  | -        |
| 2006 | Theodoros Papaloukas | Griechenland | 1. Platz  | 1. Platz |
| 2007 | Andrei Kirilenko     | Russland     | 1. Platz  | 4. Platz |
| 2008 | Pau Gasol            | Spanien      | 1. Platz  | 3. Platz |
| 2009 | Pau Gasol            | Spanien      | 1. Platz  | 1. Platz |
| 2010 | Miloš Teodosić       | Serbien      | 2. Platz  | 1. Platz |
| 2011 | Dirk Nowitzki        | Deutschland  | 1. Platz  | 4. Platz |
| 2012 | Andrei Kirilenko     | Russland     | 1. Platz  | 5. Platz |
| 2013 | Tony Parker          | Frankreich   | 1. Platz  | 2. Platz |
| 2014 | Tony Parker          | Frankreich   | 1. Platz  | 3. Platz |

## FIBA Europe Women’s Player Of The Year Award (Frauen)
| Jahr | Gewinner               | Land       | Exp.-Vote | Fan-Vote  |
| ---- | ---------------------- | ---------- | --------- | --------- |
| 2005 | Marija Stepanowa       | Russland   | 1. Platz  | -         |
| 2006 | Marija Stepanowa       | Russland   | 1. Platz  | 3. Platz  |
| 2007 | Anete Jēkabsone-Žogota | Lettland   | 1. Platz  | 1. Platz  |
| 2008 | Marija Stepanowa       | Russland   | 1. Platz  | 9. Platz  |
| 2009 | Sandrine Gruda         | Frankreich | 1. Platz  | 14. Platz |
| 2010 | Hana Horáková-Machová  | Tschechien | 1. Platz  | 2. Platz  |
| 2011 | Alba Torrens           | Spanien    | 2. Platz  | 1. Platz  |
| 2012 | Céline Dumerc          | Frankreich | 1. Platz  | 1. Platz  |
| 2013 | Sancho Lyttle          | Spanien    | 1. Platz  | 5. Platz  |
| 2014 | Alba Torrens           | Spanien    | 1. Platz  | 4. Platz  |

## FIBA Europe Young Men’s Player Of The Year Award (U22 Männer)
| Jahr | Gewinner          | Land         | Exp.-Vote | Fan-Vote |
| ---- | ----------------- | ------------ | --------- | -------- |
| 2005 | Nikolaos Zisis    | Griechenland | 1. Platz  | -        |
| 2006 | Rudy Fernández    | Spanien      | 1. Platz  | 4. Platz |
| 2007 | Ricky Rubio       | Spanien      | 1. Platz  | 1. Platz |
| 2008 | Ricky Rubio       | Spanien      | 1. Platz  | 2. Platz |
| 2009 | Ricky Rubio       | Spanien      | 1. Platz  | 1. Platz |
| 2010 | Jan Veselý        | Tschechien   | 1. Platz  | 5. Platz |
| 2011 | Jonas Valančiūnas | Litauen      | 1. Platz  | 2. Platz |
| 2012 | Jonas Valančiūnas | Litauen      | 1. Platz  | 3. Platz |
| 2013 | Dario Šarić       | Kroatien     | 1. Platz  | 4. Platz |
| 2014 | Dario Šarić       | Kroatien     | 1. Platz  | 3. Platz |

## FIBA Europe Young Women’s Player Of The Year Award (U22 Frauen)
| Jahr | Gewinner               | Land       | Exp.-Vote | Fan-Vote |
| ---- | ---------------------- | ---------- | --------- | -------- |
| 2005 | Anete Jēkabsone-Žogota | Lettland   | 1. Platz  | -        |
| 2006 | Sandrine Gruda         | Frankreich | 1. Platz  | 4. Platz |
| 2007 | Sonja Petrović         | Serbien    | 1. Platz  | 3. Platz |
| 2008 | Gintarė Petronytė      | Litauen    | 1. Platz  | 5. Platz |
| 2009 | Alba Torrens           | Spanien    | 1. Platz  | 1. Platz |
| 2010 | Nika Barič             | Slowenien  | 1. Platz  | 2. Platz |
| 2011 | Emma Meesseman         | Belgien    | 1. Platz  | 9. Platz |
| 2012 | Alina Jagupowa         | Ukraine    | 1. Platz  | 9. Platz |
| 2013 | Astou Ndour            | Spanien    | 1. Platz  | 7. Platz |
| 2014 | Ángela Salvadores      | Spanien    | 1. Platz  | 6. Platz |